# Ri (Orne)
Ri ist eine französische Gemeinde mit 157 Einwohnern (Stand 1. Januar 2022) im Département Orne in der Region Normandie. Sie gehört zum Arrondissement Argentan und zum Gemeindeverband Terres d’Argentan Interco. Die Bewohner werden Rysopliens und Rysopliennes oder Risoliniens und Risoliniennes genannt.
Ri ist eine von 15 französischen Gemeinden mit einem Gemeindenamen von nur zwei Buchstaben.

## Geografie

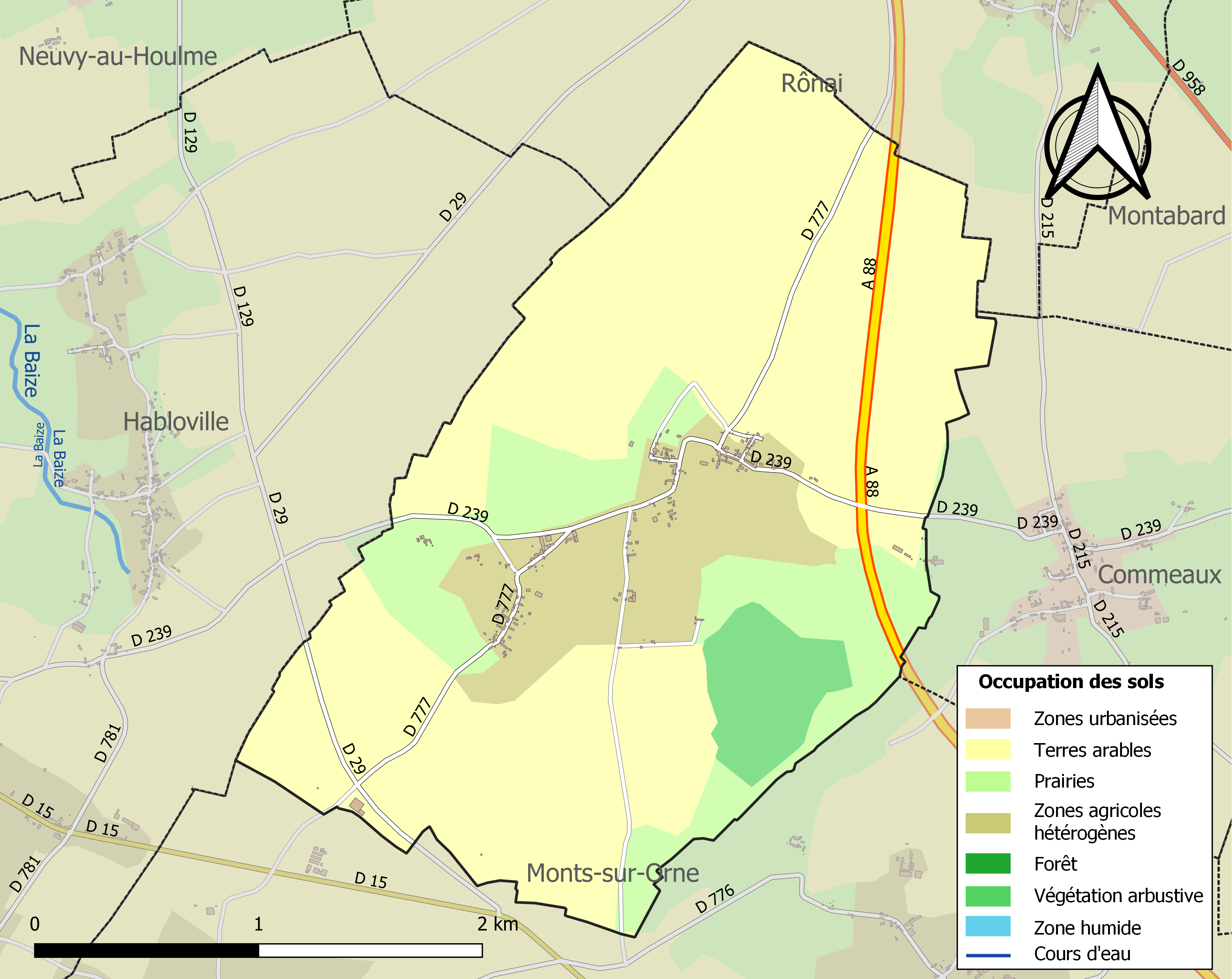
Bodennutzung und Infrastruktur der Gemeinde (2018)

Die Gemeinde Ri liegt im Osten der Région naturelle Pays d’Houlme, etwa zehn Kilometer nordwestlich von Argentan und etwa 43 Kilometer nordnordwestlich von Alençon. Das Flüsschen Houay, ein Nebenfluss der Orne, entspringt auf dem Gemeindegebiet. Das Zentrum liegt leicht erhöht auf etwa 195 m. Das Relief des Gebiets fällt im Südosten beim Austritt des Flüsschens Houay aus dem Gemeindegebiet auf 177 m ab und steigt im äußersten Südwesten auf 253 m an.
Teile des Gebiets von Ri gehören zum Natura 2000-Schutzgebiet „Haute vallée de l’Orne et affluents“ (FR2500099). Rund 96 % der Fläche der Gemeinde werden landwirtschaftlich, hauptsächlich als Kulturboden, genutzt, rund 5 % entfallen auf Flächen mit Strauch- und/oder Kräutervegetation im Bois de Ri (Stand: 2018).
Umgeben wird Ri von den Nachbargemeinden Rônai im Norden, Commeaux im Osten, Monts-sur-Orne im Südosten und Süden sowie Habloville im Westen.

## Geschichte
Bei Arbeiten im Norden der Gemeinde entdeckte man die Überreste mehrerer Feuersteinbergwerke, deren Betrieb auf die Zeit zwischen 4000 und 3900 v. Chr. (Jungsteinzeit) datiert werden konnte.

### Bevölkerungsentwicklung
| Jahr      | 1962 | 1968 | 1975 | 1982 | 1990 | 1999 | 2006 | 2015 | 2022 |
| --------- | ---- | ---- | ---- | ---- | ---- | ---- | ---- | ---- | ---- |
| Einwohner | 180  | 165  | 141  | 150  | 152  | 160  | 174  | 167  | 157  |

Im Jahr 1841 wurde mit 385 Bewohnern die bisher höchste Einwohnerzahl ermittelt. Die Zahlen basieren auf den Daten von cassini.ehess und INSEE.

## Sehenswürdigkeiten

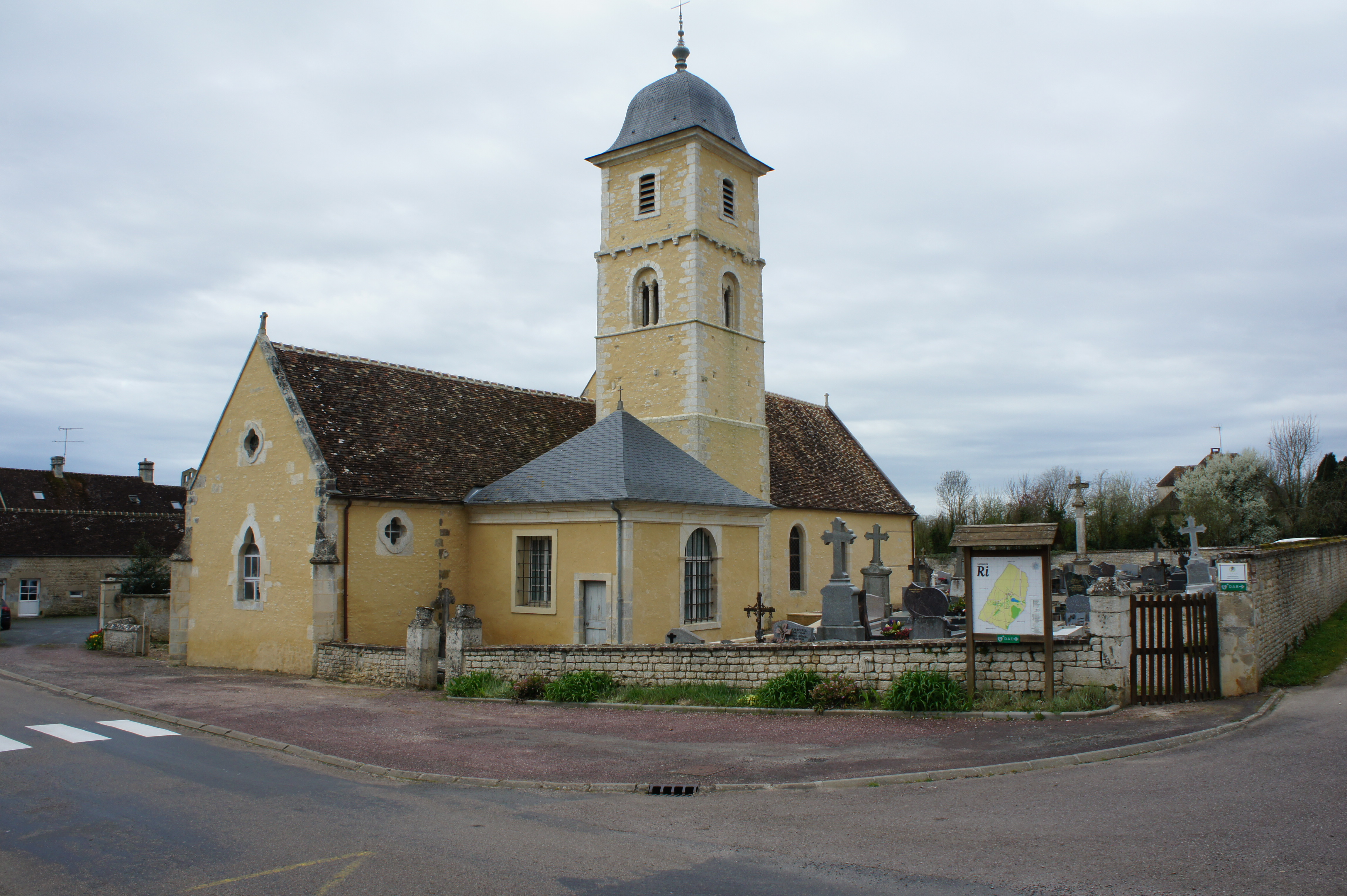
Kirche Notre-Dame
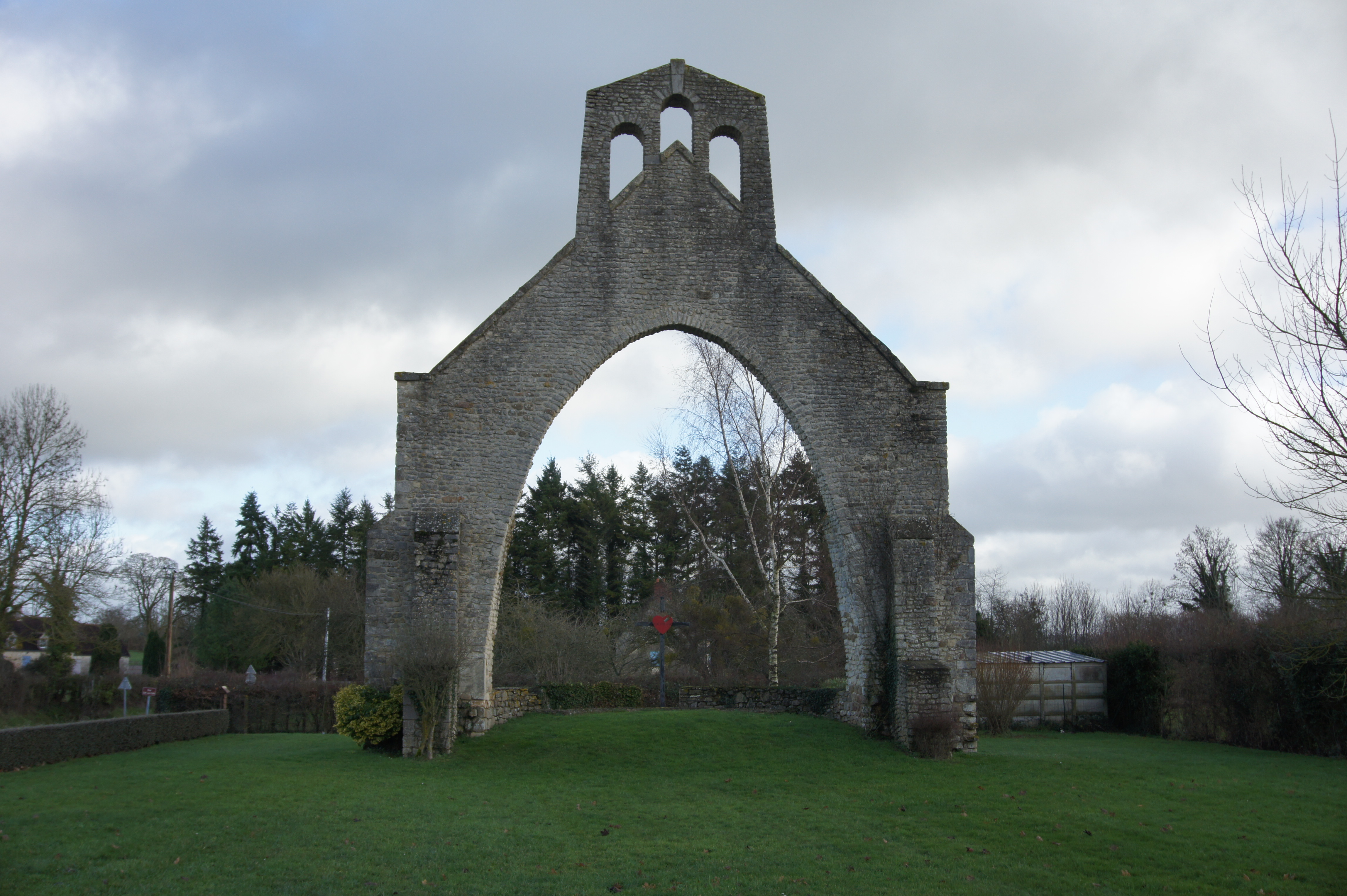
Oratorium Saint-Jean-Eudes
- Schloss Ri
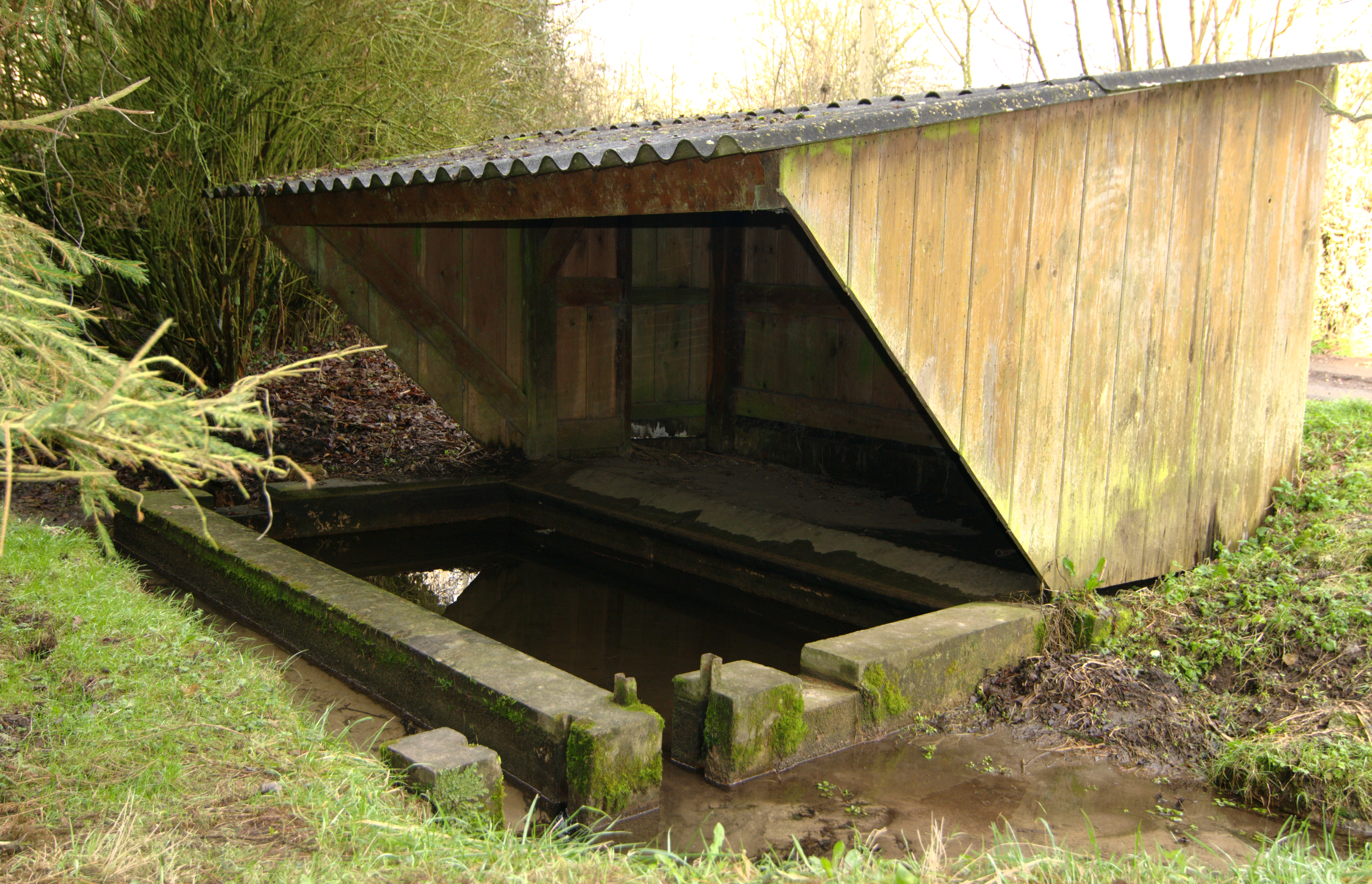
Lavoir

- Kirche Notre-Dame
- Oratorium Saint-Jean-Eudes
- Lavoir

## Wirtschaft und Infrastruktur
In Ri sind sechs Landwirtschaftsbetriebe ansässig (Rinderzucht, Milchviehhaltung, Getreideanbau).
Die Autoroute A 88 von Falaise nach Sées durchquert den Osten des Gemeindegebiets von Nord nach Süd ohne Anschlussstelle. Die nachgeordneten Departementsstraßen D 239, und D 770 sowie lokale Landstraßen verbinden das Zentrum mit den Weilern der Gemeinde und Nachbargemeinden.

## Persönlichkeiten
- Johannes Eudes (1601–1680), römisch-katholischer Geistlicher, Ordensgründer

## Belege
1. ↑  Biodiversité dans les territoires - Ri. Inventaire national du patrimoine naturel (INPN), abgerufen am 25. Juni 2024 (französisch).
2. ↑  Répartition des superficies en 15 postes d’occupation des sols (métropole). CORINE Land Cover, 2018, abgerufen am 25. Juni 2024 (französisch).
3. ↑  A Neolithic flint mine on the A88 motorway (Memento vom 2. April 2015 im Internet Archive) (englisch)
4. ↑  Ri auf cassini.ehess
5. ↑  Ri auf insee.fr
6. ↑  Landwirtschaftsbetriebe auf annuaire-mairie.fr (französisch)